# Mehrladewaffe

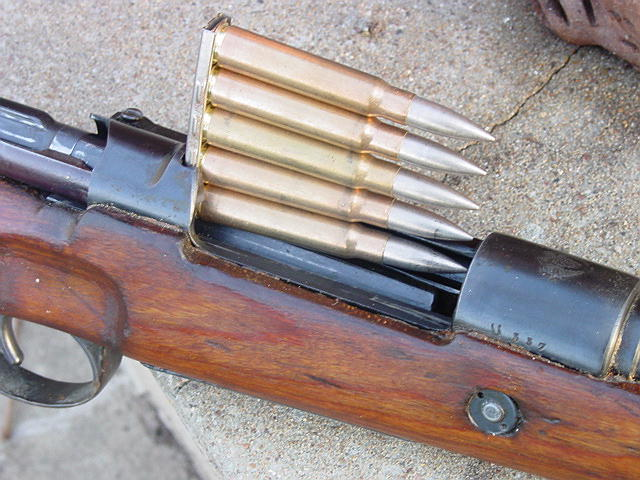
Patronen können mit Hilfe eines Ladestreifens in das interne Magazin eines Gewehres geladen werden.

Mehrladewaffen, auch Mehrlader genannt, sind Schusswaffen, die eine Einrichtung zur Aufnahme mehrerer Patronen gleichzeitig, meist in Form eines Magazins oder einer Trommel, besitzen.

## Beschreibung
Wenn sich das geladene Magazin in der Waffe befindet, wird über einen von Hand zu betätigenden Mechanismus die erste Patrone in das Patronenlager eingeführt. Über einen manuell (bei Repetierwaffen) oder automatisch betätigten Mechanismus (bei automatischen Schusswaffen und halbautomatischen Schusswaffen) wird nach der Schussabgabe die leere Patronenhülse ausgeworfen und eine neue Patrone aus dem Magazin in das Patronenlager geladen und durch den Verschluss verriegelt zur erneuten Schussabgabe. Mehrlader unterscheiden sich von den Einzelladerwaffen, bei denen vor jedem Schuss eine Patrone von Hand in das Patronenlager oder eine Lademulde geladen werden muss.
Unter den frühen Mehrladewaffen ist ein Gewehrtyp bekannt, das nach dem Patent US168A von 1837 mit einem verschiebbaren Magazin für Schwarzpulverladungen genutzt wurde. 

## Patente
- Patent  US168A: Breech-Loading Fire-Arm. Veröffentlicht am 17. April 1837, Erfinder: Elijah Fischer (Springfield), Dexter H. Chamberlain (Bosten).‌